# Sân bay Ghat
Sân bay Ghat (IATA: GHT, ICAO: HLGT) là một sân bay ở Ghat, Libya.

## Hãng hàng không và điểm đến
| Hãng hàng không | Các điểm đến   |
| --------------- | -------------- |
| Libyan Airlines | Tripoli–Mitiga |